# Cúpula entre Estados Unidos e Coreia do Norte em 2018
Cúpula entre Estados Unidos e Coreia do Norte em 2018, ou Cúpula de Singapura, é a primeira cúpula entre o presidente dos Estados Unidos, Donald Trump, e o líder supremo da Coreia do Norte, Kim Jong-un. A reunião ocorreu em 12 de junho de 2018, no Hotel Capella, na ilha de Sentosa, em Singapura.
A Casa Branca confirmou o encontro entre Trump e Kim Jong-un em 8 de março de 2018. A secretária de imprensa da Casa Branca, Sarah Huckabee Sanders, disse que "enquanto isso, todas as sanções e pressão máxima devem permanecer". Kim referenciou os preparativos para a reunião em comentários ao Politburo do Partido dos Trabalhadores da Coreia em 9 de abril.
A Coreia do Norte interrompeu abruptamente as negociações com a Coreia do Sul em 15 de maio de 2018 e ameaçou cancelar a cúpula que havia sido planejada, citando os exercícios militares entre os Estados Unidos e a Coreia do Sul. Em 24 de maio, Trump cancelou a cúpula citando uma retórica agressiva de uma das autoridades norte-coreanas. No entanto, no dia seguinte, Trump inverteu o curso, em resposta a uma mensagem de Kim, que disse que ele ainda estava disposto a se encontrar com Trump e discutir a desnuclearização "a qualquer momento". Posteriormente, os Estados Unidos retomaram os preparativos para a cúpula e convidaram Kim Yong-chol, vice-presidente do Partido dos Trabalhadores da Coreia, a ir na Casa Branca. Em 1 de junho, Trump anunciou que a cúpula seria realizada em 12 de junho.
Singapura fez muitas preparações para sediar o encontro. De acordo com o primeiro-ministro Lee Hsien Loong, a cúpula custou 15 milhões de dólares, metade dos quais apenas para medidas de segurança.